# 铁山坪街道
铁山坪街道，是中华人民共和国重庆市江北區下辖的一个乡镇级行政单位。

## 行政区划
铁山坪街道下辖以下地区：
东风社区、正街社区、五里坪社区、太平冲村、上坪村、庆坪村、胜利村、铁山村和马鞍山村。

## 交通
- 铁山坪站